# 薩德伯里莊園

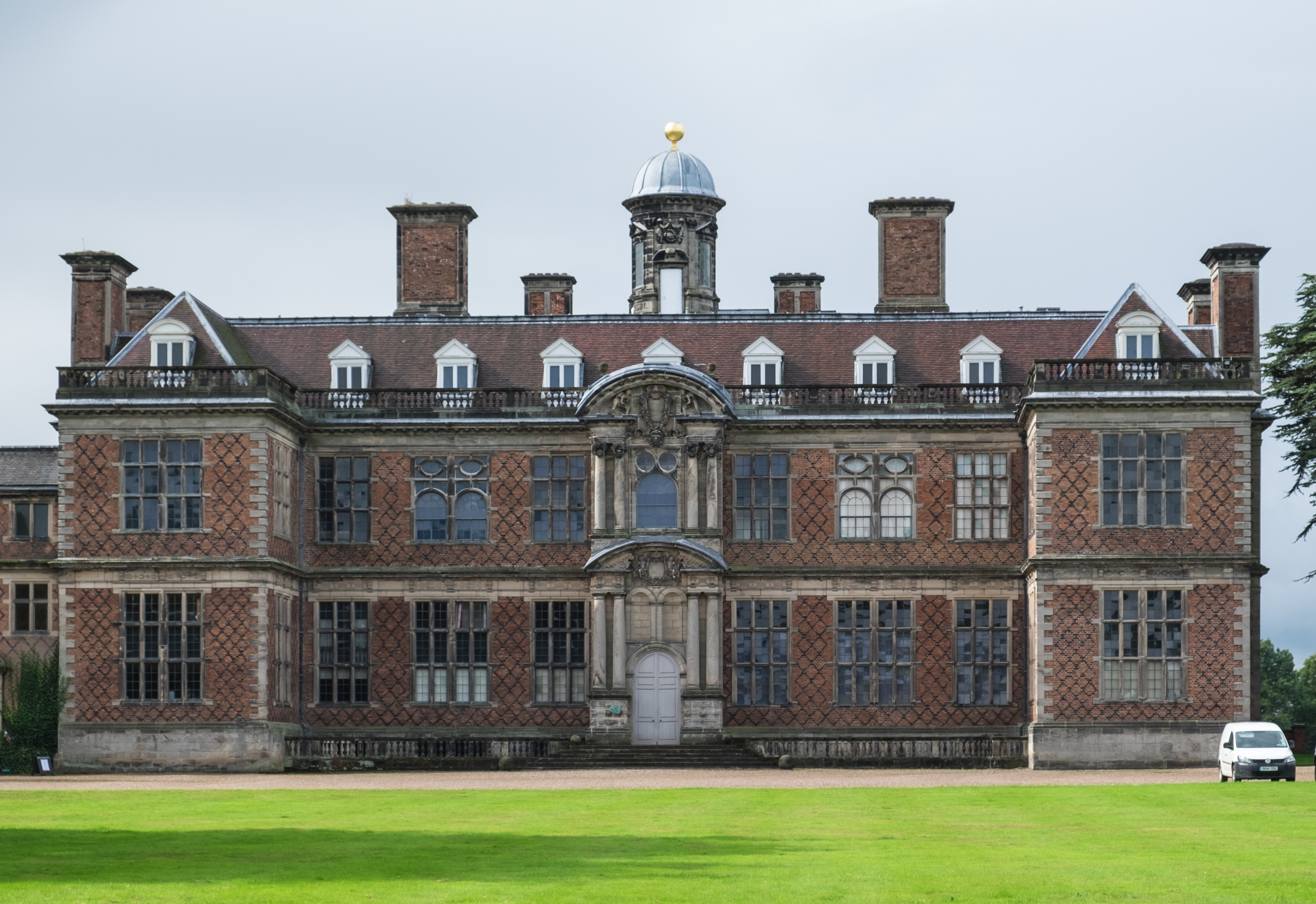
薩德伯里廳

萨德伯里庄园（Sudbury Hall）是英國的一座鄉村別墅，位於德比郡城鎮薩德伯里。這座鄉村別墅是英國保存狀況最好的鄉村別墅之一，被列入I級登錄建築。國家信託童年博物館位於薩德伯里廳之內。薩德伯里廳修建於1660年至1680年期間。1876年至1883年，建築進行了擴建。

## 外部連結
- Sudbury Hall — The National Trust Museum of Childhood information at the National Trust （页面存档备份，存于）

52°53′11″N 1°45′55″W / 52.886338°N 1.765233°W